# Siyabonga Ngezana
Siyabonga Ngezana, né le 15 juillet 1997 à Sebokeng, est un footballeur international sud-africain. Il joue au poste de défenseur central au FCSB.

## Carrière

### En club
Le 15 juin 2023, Siyabonga Ngezana rejoint le FCSB du côté de la Liga I pour un six cent mille euros.

### En sélection
Siyabonga Ngezana fait ses débuts avec l'équipe nationale d'Afrique du Sud lors d'un match nul contre le Nigéria lors des éliminatoires de la Coupe du monde, le 7 juin 2024. 

## Palmarès
- Kaizer Chiefs
  - Finaliste de la Nedbank Cup : 2018-2019
  - Vainqueur de la Carling Black Label Cup : 2021
  - Finaliste de la Ligue des champions de la CAF : 2020-2021

- FCSB
  - Champion de Liga I : 2023-2024
  - Vainqueur de la Supercoupe de Roumanie de football : 2024

- Afrique du Sud U23
  - Troisième place à la Coupe d'Afrique des nations des moins de 23 ans : 2019

- Distinctions personnelles
  - The South African Meilleur footballeur sud-africain évoluant en Europe : 2023[2]
  - Membre de l'équipe-type de la Liga I : 2023-2024[3]